# لوريس برونيو
لوريس برونيو (18 سبتمبر 1992 بشارلوروا في بلجيكا - ) هو لاعب كرة قدم بلجيكي في مركز الوسط. لعب مع آود هيفرلي لوفين وسبارتا روتردام ونادي رويال شارلروا ونادي مونز ولوميل يونايتد.

## روابط خارجية
- لوريس برونيو على موقع قاعدة بيانات كرة القدم.إي يو (الإنجليزية)
- لوريس برونيو على موقع Soccerway.com (الإنجليزية)
- لوريس برونيو على موقع عالم كرة القدم.نت (الإنجليزية)